# Delta Doradus
Delta Doradus (δ Doradus, förkortat Delta Dor, δ Dor) som är stjärnans Bayerbeteckning, är en enkel stjärna belägen i den mellersta delen av stjärnbilden Svärdfisken. Den har en skenbar magnitud på 4,34 och är synlig för blotta ögat där ljusföroreningar ej förekommer. Baserat på parallaxmätning inom Hipparcosuppdraget på ca 21,8 mas, beräknas den befinna sig på ett avstånd på ca 150 ljusår (ca 46 parsek) från solen. Med 18,6 års mellanrum blir stjärnan månens södra polstjärna. Polstjärnestatusen ändras periodiskt på grund av precessionen av månens rotationsaxel. När Delta Doradus är polstjärna är den bättre anpassad än Jordens nuvarande polstjärna Alfa Ursae Minoris, men mycket svagare.

## Egenskaper
Delta Doradus är en blå till vit stjärna i huvudserien av spektralklass A7 V. Den har massa som är ca 85 procent större än solens massa, en radie som är ca 2,1 gånger större än solens och utsänder från dess fotosfär ca 29 gånger mera energi än solen vid en effektiv temperatur av ca 7 800 K.
Delta Doradus roterar snabbt med en projicerad rotationshastighet på 172 km/s. Detta ger stjärnan en något tillplattad form med en ekvatoriell radie som är 12 procent större än polarradien. Även om stjärnor av spektraltyp A inte förväntas ha en magnetisk aktivitet som behövs för att driva emission av röntgenstrålning, har en sådan på 3,6 × 1027 erg/s observerats vid dess koordinater på himlen. Detta kan betyda att stjärnan har en osynlig följeslagare. Delta Doradus visar ett överskott av infraröd strålning som tyder på att det kan vara en Vegaliknande stjärna med en omgivande stoftskiva.